# Hymenarcys aequalis
Hymenarcys aequalis är en insektsart som först beskrevs av Thomas Say 1832.  Hymenarcys aequalis ingår i släktet Hymenarcys och familjen bärfisar. Inga underarter finns listade i Catalogue of Life.